# Benjamin Keith Sembrano
Benjamin Keith Sembrano (4 de julio de 1995) es un deportista filipino que compitió en taekwondo. Ganó una medalla de bronce en los Juegos Asiáticos de 2014 en la categoría de –68 kg.

## Palmarés internacional
| Juegos Asiáticos | Juegos Asiáticos        | Juegos Asiáticos  | Juegos Asiáticos |
| Año              | Lugar                   | Medalla           | Categoría        |
| ---------------- | ----------------------- | ----------------- | ---------------- |
| 2014             | Incheon (Corea del Sur) | Medalla de bronce | –68 kg           |